# Un re in ascolto

Un re in ascolto (Un Roi à l'écoute) est un opéra de Luciano Berio qu'il définit plutôt comme une action musicale en deux parties. 

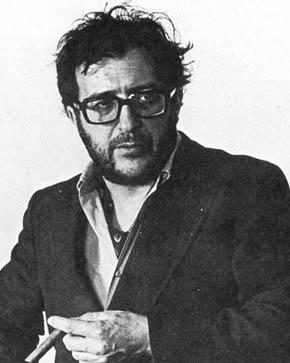
Luciano Berio, compositeur de l'opéra

Commande du festival de Salzbourg, l'œuvre, inspirée d'un texte d'Italo Calvino est exécutée pour la première fois le 7 août 1984 sous la baguette de Lorin Maazel dirigeant le Wiener Philharmoniker. Le texte est d'Italo Calvino et de Luciano Berio.